# Charles Pickel
Charles Monginda Pickel (Soleura, 15 de maio de 1997) é um futebolista congolês nascido na Suíça que atua como volante. Atualmente defende a Cremonese.

## Carreira
Revelado pelo FC Solothurn, Pickel jogou também nas categorias de base do Basel, onde se profissionalizou em 2015 e sendo promovido ao elenco Sub-21, fazendo sua estreia oficial em maio do ano seguinte, na derrota por 4 a 0 para o Luzern, fazendo parte do elenco que sagrou-se campeão nacional pela sétima vez consecutiva. Na temporada 2016–17, disputaria apenas um jogo oficial, deixando o Basel em março de 2017 para assinar com o Grasshopper.
Passou ainda por Schaffhausen e Neuchâtel Xamax (ambos por empréstimo) antes de ser contratado pelo Grenoble em julho de 
2019. Em 2 temporadas pela equipe francesa, Pickel disputou 70 partidas oficiais (66 pela Ligue 2) e marcou 3 gols. Ele também jogou um ano pelo Famalicão antes de ser anunciado como novo reforço da Cremonese em julho de 2022.

## Carreira internacional
Pickel defendeu as seleções de base da Suíça entre 2014 e 2018 antes de optar em representar a Seleção da República Democrática do Congo em partidas oficiais. A estreia do volante com a camisa dos Leopardos foi em setembro de 2023, na vitória por 2 a 0 sobre o Sudão, pelas eliminatórias da Copa das Nações Africanas, dando uma assistência para o primeiro gol.

## Títulos
Basel
- Superliga Suíça: 2015–16, 2016–17[carece de fontes?]